# Jan de Vries
|  | Per a altres significats, vegeu «Jan de Vries (desambiguació)». |

Jan de Vries   (Amsterdam, 1 de març de 1858 - Utrecht, 3 de maig de 1940) va ser un matemàtic neerlandès.

## Vida i Obra
De Vries era fill d'un llibreter i antiquari. Va assistir a l'escola elemental de la seva ciutat natal i a l'escola secundària de Düsseldorf a partir del 1871. Va començar a estudiar matemàtiques a la universitat d'Amsterdam el 1876. El 1881, es va doctorar amb una tesi sobre sistemes booleans, Bolsystemen, dirigida per Adrianus Jacobus van Pesch.
El 1880 era professor a l'escola secundària de Kampen i el 1892 a l'escola secundària de Haarlem. El 1894 va ser nomenat professor de la universitat Tècnica de Delft. El 1897 va passar a ser professor de geometria a la universitat d'Utrecht en la qual va ensenyar geometria analítica, projectiva, descriptiva i diferencial. Al llarg de la seva carrera professional, va escriure al voltant de 200 articles a les revistes científiques del seu temps.
També va ser membre de diverses institucions matemàtiques internacionals, com el Circolo Matematico di Palermo o l'Acadèmia Imperial de les Ciències de Viena. El 1894 va ser escollit membre de la Reial Acadèmia Holandesa de les Ciències. També va participar en les tasques d'organització de la Universitat d'Utrecht i va ser rector de la universitat el curs acadèmic 1908/09. Després de retirar-se el juliol de 1928, va treballar com a examinador per a l'examen d'habilitació i va treballar com a conservador de l'escola municipal d'Utrecht.